# 188-й отдельный сапёрный батальон
188-й отдельный сапёрный батальон  — воинская часть в вооружённых силах СССР во время Великой Отечественной войны. Имелось три формирования батальона.

## 188-й отдельный сапёрный батальон Северо-Западного фронта
До начала войны входил в состав 107-й стрелковой дивизии, дислоцировался в Барнауле
К марту 1941 года был направлен в Прибалтику на строительство оборонительных сооружений, производил инженерные работы в районе Вилкавишкиса.
В составе действующей армии с 22 июня 1941 года по 11 октября 1941 года. С началом войны, не имея вооружения, отходит в глубь страны, был включён в состав 27-й армии, действует в районах Холм, Демянск, Осташков
11 октября 1941 переименован в 210-й отдельный сапёрный батальон
Командир батальона: Брынин М.С.

### Подчинение
| Подчинение по месяцам | Подчинение по месяцам | Подчинение по месяцам | Подчинение по месяцам | Подчинение по месяцам |
| Дата                  | Фронт (округ)         | Армия                 | Корпус (группа)       | Примечания            |
| --------------------- | --------------------- | --------------------- | --------------------- | --------------------- |
| 22 июня 1941 года     | Северо-Западный фронт | -                     | -                     | точных данных нет     |
| 01 июля 1941 года     | Северо-Западный фронт | -                     | -                     | точных данных нет     |
| 10 июля 1941 года     | Северо-Западный фронт | -                     | -                     | точных данных нет     |
| 1 августа 1941 года   | Северо-Западный фронт | -                     | -                     | точных данных нет     |
| 1 сентября 1941 года  | Северо-Западный фронт | 27-я армия            | -                     | -                     |
| 1 октября 1941 года   | Северо-Западный фронт | 27-я армия            | -                     | —                     |

## 188-й отдельный моторизованный сапёрный ордена Красной Звезды батальон
Переименован из 259-го отдельного инженерного батальона 1 мая 1943 года.
В составе действующей армии с 25 мая 1943 года по 13 августа 1943 года и с 31 октября 1943 года по 14 ноября 1944 года.
Входил в состав 5-го танкового корпуса, летом 1943 года принимал участие в составе корпуса в Орловской операции, с конца 1943 года и в 1944 году принимал участие в Невельско-Городокской и Полоцкой операциях, с лета 1944 года - в Режицко-Двинской, Рижской и Мемельской наступательных операциях.

## 188-й отдельный сапёрный батальон 107-й стрелковой дивизии
Сформирован в составе дивизии в мае 1941 года, взамен ушедшего на строительство оборонительных рубежей 188-го сапёрного батальона.
В составе действующей армии с 15 июля 1941 года по 26 сентября 1941 года.
На 22 июня 1941 года дислоцировался в Барнауле, отправлен на фронт вместе с дивизией в конце июня 1941 года, в район Дорогобужа, действует в районе Дорогобуж - Ельня до сентября 1941 года, после чего выведен в резерв вместе с дивизией.
26 сентября 1941 года преобразован в 6-й гвардейский отдельный сапёрный батальон 5-й гвардейской стрелковой дивизии

## Другие инженерно-сапёрные подразделения с тем же номером
- 188-й отдельный инженерно-сапёрный батальон
- 188-й отдельный батальон спецминирования